# یواس‌اس راسین (ال‌اس‌تی-۱۱۹۱)
یواس‌اس راسین (ال‌اس‌تی-۱۱۹۱) (به انگلیسی: USS Racine (LST-1191)) یک کشتی بود که طول آن ۵۲۲ فوت (۱۵۹٫۱ متر) بود. این کشتی در سال ۱۹۷۰ ساخته شد.